# Er ja
Az Er ja (Er ya) a ma ismert legrégebbi kínai szótár, enciklopédia egyfajta tezaurusz, amelyet ismeretlen szerző vagy szerzők állítottak össze vélhetően valamikor az i. e. 3. században. A filológiai kutatások felbecsülhetetlen értékű segédkönyve és forrása, amelyhez később több kommentár is született, valamint a mintájára több hasonló művet is összeállítottak.

## Címének jelentése
A kínai tudósok az mű címének első tagját, az er 爾 írásjegyet, melynek elsődleges jelentése: 'te', 'Ön' úgy értelmezik, hogy a hasonló hangzása, homofóniája miatt helyettesíti az er 邇, 'közel', 'közelében', 'megközelítés' jelentésű írásjegyet. A cím második tagja, a ja (ya) 雅 írásjegy olyan jelentésekkel rendelkezik, mint például: 'megfelelő', 'illendő', 'kifinomult' és 'elegáns'. W. South Coblin szerint: „A cím valami olyasféle értelmezése, mint például 'közeledni ahhoz, ami helyes, megfelelő, kifinomult' ma már széles körben elfogadott.” James Legge (1815–1897) fordításaiban „Az irodalmi magyarázó” (The Literary Expositor) és „Kész kiigazítás” (A Ready Rectifier).

## Szerzője, keletkezése
A mű szerzője ismeretlen, bár a hagyomány a Csou (Zhou)-házbéli hercegnek, Csou Kung (Zhou Gong)nak, Konfuciusznak vagy az ő tanítványainak tulajdonítja. A Han-kortól kezdve a klasszikus szövegek hiteles és mérvadó lexikográfiai útmutatójának tekintették, a Szung (Song)-dinasztia idején pedig hivatalosan is a legnagyobb megbecsülésnek örvendő tizenhárom konfuciánus klasszikus mű sorába emelték. Ezzel együtt Karlgren szerint az Er ja (Er ya) nem keletkezhetett régebben, mint az i. e. 3. század.

## Kommentárok
Az Er ja (Er ya) legismertebb kommentárja, az Er ja csu (Er ya zhu) (《爾雅注》) Kuo Pu (Guo Pu) (276–324) nevéhez köthető. Az Északi Szung (Song)-dinasztia idején élt Hszing Ping (Xing Bing) (931–1010) elkészítette a tizenhárom konfuciánus klasszikus mű kommentárját, köztük az Er ja (Er ya)ét is Er ja su (Er ya shu) (《爾雅疏》) címen. A mandzsu Csing-dinasztia idején további három kommentár is született a műhöz:
- Ma Kuo-han (Ma Guohan) (馬國翰; 1794–1857): Er ja ku-csu (Er ya guzhu) (《爾雅古注》)
- Sao Csin-han (Shao Jinhan) (邵晉涵; 1743–1796): Er ja cseng-ji (Er ya zhengyi) (《爾雅正義》)
- Hao Ji-hszing (Hao Yixing) (郝懿行; 1757–1825): Er ja ji-su (Er ya yishu) (《爾雅義疏》)[5]

## Tartalma, szerkezete
Az Er ja (Er ya)t általában úgy határozzák meg, hogy a ma ismert legrégebbi kínai szótár, szinonimaszótár, enciklopédia, egyfajta tezaurusz. Karlgren úgy jellemzi, hogy mű „nem egy szótár in abstracto, hanem régi szövegekből kiemelt konkrét idézetek glosszáriuma”. A teljes könyv 2 094 tételben mintegy 4 300 szó magyarázatát tartalmazza, összesen 13 113 írásjegy terjedelemben.
A kínai írásjegyek struktúráját először majd csak Hszü Sen (Xu Shen) (許慎; kb. 58-147) írja le i. sz. 100-ban. Etimológiai szótárában, a Suo-ven csie-ce (Shuowen jiezi)ben fekteti le az alapjait, a kínai írásjegyek szemantikai gyökök, radikálisok alapján történő rendszerezésének és kereshetőségének, így a korábbi művek a fogalmi azonosság sajátos értelmezése szerint csoportosították, osztályozták a feldolgozandó szavakat, fogalmakat, kifejezéseket.
Alighanem az Er ja (Er ya) ismeretlen összeállítója volt az első, aki arra vállalkozott, hogy az addig született művek alapján összegzi korának tudásanyagát. A hagyományos kínai gondolkozásra mindig is jellemző volt a „kategóriák” keresése és azok rendszerbe foglalása. Az enciklopédiákat hagyományosan ezért is nevezték később „osztályozókönyveknek” (lej-su (leishu) 類書).
Mind a 19 fejezet címének első tagja a si (shi) (釋), melynek jelentése 'megmagyarázni', 'tisztázni', ezt követően pedig a nagyobb fogalmi egységek, szemantikai kategóriák következnek, amelyek olykor jelentősen eltérhetnek a ma logikusnak tartott osztályozási rendszerektől:
| Fejezet | Kínaiul | Átírásban           | Magyarul                              | Tárgya                                                     |
| ------- | ------- | ------------------- | ------------------------------------- | ---------------------------------------------------------- |
| 1       | 釋詁    | Si-ku (Shigu)       | Magyarázat a régi (szavakhoz)         | igék, melléknevek, határozószók, nyelvtani partikulák      |
| 2       | 釋言    | Si-jen (Shiyan)     | Magyarázat a szavakhoz                | igék, melléknevek, határozószók                            |
| 3       | 釋訓    | Si-hszün (Shixun)   | Magyarázat az utasításokhoz           | melléknevek, határozószók, zömében szókettőzéssel          |
| 4       | 釋親    | Si-csin (Shiqin)    | Magyarázat a rokonsági kapcsolatokhoz | rokonság, házasság                                         |
| 5       | 釋宮    | Si-kung (Shigong)   | Magyarázat az épületekhez             | építészet                                                  |
| 6       | 釋器    | Si-csi (Shiqi)      | Magyarázat a használati tárgyakhoz    | használati tárgyak, fegyverek, ruhák és használatuk        |
| 7       | 釋樂    | Si-jüe (Shiyue)     | Magyarázat a zenéhez                  | zene, hangszerek, tánc                                     |
| 8       | 釋天    | Si-tien (Shitian)   | Magyarázat az éghez                   | asztronómia, asztrológia, meteorológia, naptár             |
| 9       | 釋地    | Si-ti (Shidi)       | Magyarázat a földhöz                  | geográfia, geológia                                        |
| 10      | 釋丘    | Si-csiu (Shiqiu)    | Magyarázat a dombokhoz                | topográfia, feng-shui kifejezések                          |
| 11      | 釋山    | Si-san (Shishan)    | Magyarázat a hegyekhez                | hegyek, híres hegyek                                       |
| 12      | 釋水    | Si-suj (Shishui)    | Magyarázat a folyókhoz                | folyók, hajózás, öntözés                                   |
| 13      | 釋草    | Si-cao (Shicao)     | Magyarázat a füvekhez                 | füvek, növények, gyógynövények, gabonafélék, zöldségek     |
| 14      | 釋木    | Si-mu (Shimu)       | Magyarázat a fákhoz                   | fák, bokrok, botanikai kifejezések                         |
| 15      | 釋蟲    | Si-csung (Shichong) | Magyarázat a férgekhez                | rovarok, kígyók, hüllők stb.                               |
| 16      | 釋魚    | Si-jü (Shiyu)       | Magyarázat a halakhoz                 | halak, hüllők, kétéltűek, rákfélék stb.                    |
| 17      | 釋鳥    | Si-niao (Shiniao)   | Magyarázat a madarakhoz               | vadmadarak, ornitológia                                    |
| 18      | 釋獸    | Si-sou (Shishou)    | Magyarázat a fenevadakhoz             | vadállatok, mitikus, legendás állatok, képzeletbeli lények |
| 19      | 釋畜    | Si-csu (Shichu)     | Magyarázat a háziállatokhoz           | háziállatok, állattenyésztés, zoológiai kifejezések        |

## Hatása
Az Er ja (Er ya) inspirálóan hatott a későbbi korok lexikográfusaira, így a történelem során több mint egy tucat olyan gyűjtemény született, amelyeknek a célja Er ja (Er ya) bővítése, kiegészítése, frissítése, aktualizálása volt, vagy egyszerűen csak annak összeállítási, szerkesztési elveit vette alapul. Ezen művek legtöbbje még a címében is utal valamiképpen a nagy elődre. Az Er ja (Er ya) inspirálta későbbi művek közül mindenképpen említésre méltó Konfuciusz egyik leszármazottjának, a Han-dinasztia idején élt és alkotott Kung Fu (Kong Fu) (孔鮒; kb. i. e. 264-208) Hsziao Er ja (Xiao Er ya) (《小爾雅》), „Kis Er ja (Er ya)”, az i. sz. 3. századi Csang Ji (Zhang Yi) (張揖) által szerkesztett Kuan ja (Guan ya) (《廣雅》), a „Kibővített [Er] ja (ya)”, amelyet később Po ja (Bo ya) (《博雅》) néven is számon tartottak, a Szung (Song)-dinasztia idején élt Lu Tien (Lu Dian) (陸佃; 1042–1102) Pi ja (Pi ya)ja (《埤雅》), a „Kiegészített [Er] ja (ya)”-ja, vagy az ugyancsak a Szung (Song)-kori Lo Jüan (Luo Yuan) (羅願; 1136-1184) Er ja ji (Er ya yi) (《爾雅翼》), vagyis az „Er ja (Er ya) szárnyai” című műve.